# Acherontia imperfecta
Acherontia imperfecta är en fjärilsart som beskrevs av Tutt 1904. Acherontia imperfecta ingår i släktet Acherontia och familjen svärmare. Inga underarter finns listade i Catalogue of Life.